# Paul Jungbluth
Paul Léon Marie (Paul) Jungbluth (Vaals, 24 november 1949) is een Nederlands politicus. Namens GroenLinks was hij lid van de Tweede Kamer.
Paul Jungbluth houdt zich in de Kamer bezig met onderwijs en economische zaken. Hij heeft een achtergrond als onderzoeker bij het Instituut voor Toegepaste Sociale Wetenschappen van de Universiteit Nijmegen en publiceerde veel over onderwijskunde. Jungbluth kwam op 29 juni 2005 tussentijds in de Tweede Kamer, als opvolger van Evelien Tonkens. Hij besloot zich niet kandidaat te stellen voor de Tweede Kamerverkiezingen 2006.
- International Standard Name Identifier: 0000 0000 3345 1319
- Library of Congress Control Number: n91095546
- Nationale Bibliotheek van Israël: 987007421574005171
- Nederlandse Thesaurus van Auteursnamen: 068256922
- Parlement.com: vge7dtpk0ryy
- Système universitaire de documentation: 093607954
- Virtual International Authority File: 41022625
- WorldCat: E39PBJmxXcRFCm3HbtfTJbwjYP